# Sean Garrett
Sean Garrett, pseudonimo di Garrett Robin Hamlet (Atlanta, 30 marzo 1979), è un cantautore e produttore discografico statunitense.

## Biografia
In sette anni ha prodotto quindici singoli arrivati alla prima posizione dei più venduti negli Stati Uniti, diventando il quinto produttore con il maggior numero di successi secondo la rivista Billboard. Inoltre è l'unico produttore presente in quella lista di musica hip hop, e l'unico ad avere ottenuto tale risultato negli ultimi dieci anni.
Garrett è stato produttore di una serie di brani arrivati alla posizione numero uno della Billboard Hot 100, fra cui Yeah! di Usher, Goodies di Ciara, Break Up di Mario, Massive Attack di Nicki Minaj e Run It! di Chris Brown. Inoltre, insieme a Swizz Beatz ha prodotto numerosi singoli di Beyoncé Knowles come Ring the Alarm, Get Me Bodied, Upgrade U e Check on It. Ha inoltre collaborato con Polow da Don, e come autore per Whitney Houston. Sean Garrett ha anche prodotto il brano I Did It for Love, per la popstar coreana BoA, presente nel suo primo album per il mercato statunitense, comparendo anche nel video musicale prodotto per il lancio del singolo.
Sean Garrett ha anche avviato una propria carriera da cantante. Il suo album di debutto, Turbo 919, è stato pubblicato il 24 giugno 2008 dalla sua etichetta discografica Bet I Penned It Music imprint, distribuita dalla Interscope Records. All'album ha collaborato il rapper Ludacris come featuring del primo singolo di Garrett Gruppin'. A sua volta, Garrett, insieme a Chris Brown, è apparso nel brano di Ludacris What Them Girls Like.

## Discografia
- Turbo 919 (2009)